# Little Armenia (Los Angeles)

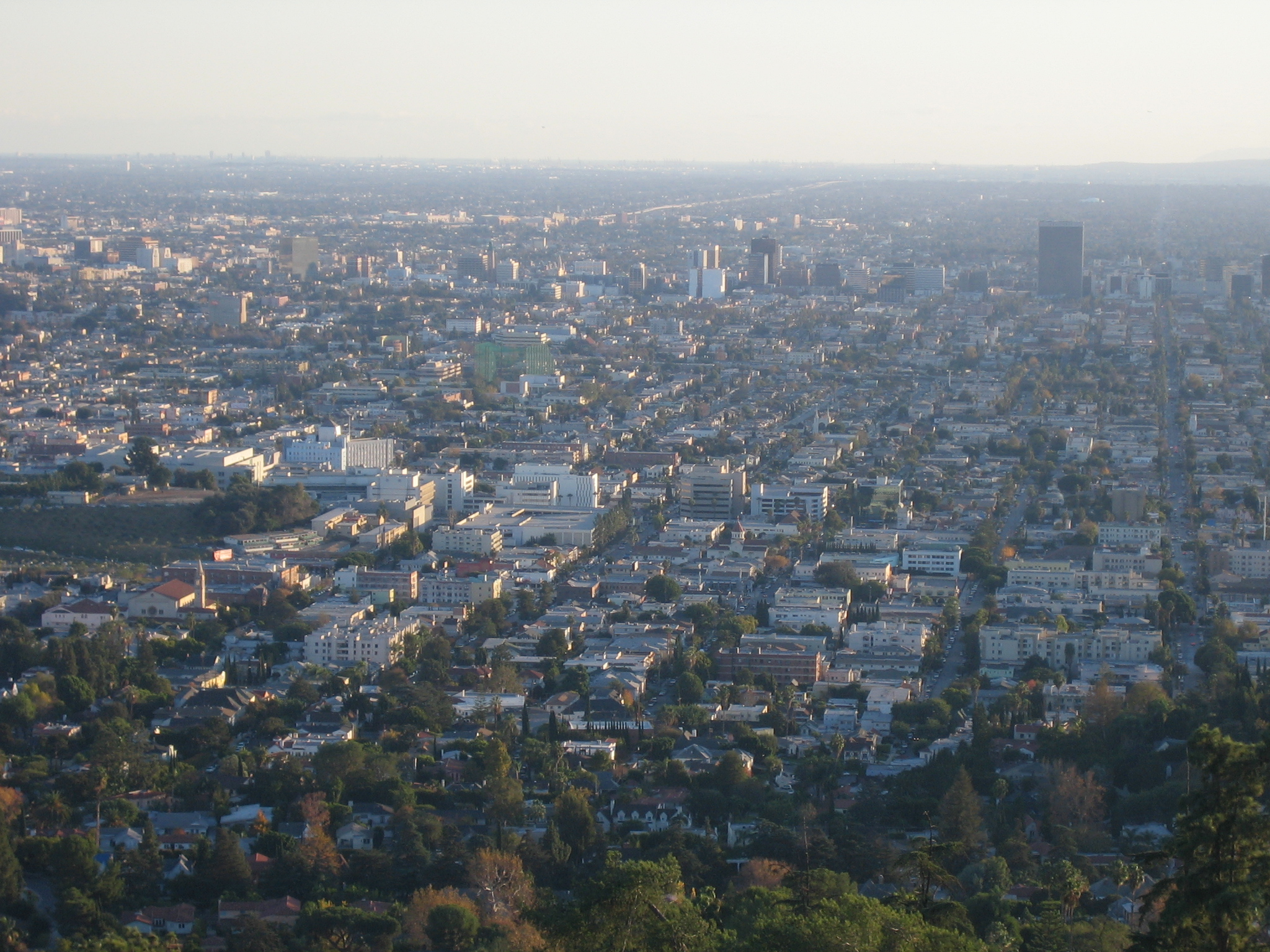
Little Armenia vom Griffith Observatory ausgesehen

Little Armenia (englisch; „Klein-Armenien“) ist ein Stadtteil im Bezirk East Hollywood in Los Angeles, Kalifornien. Der Stadtteil ist durch die Red Line der Metro Los Angeles erschlossen. Seinen Namen verdankt der Bezirk der großen Zahl an dort lebenden armenischen Einwanderern und deren Nachkommen.
Little Armenia wird begrenzt vom Hollywood Boulevard im Norden, von der Vermont Avenue im Osten, im Süden durch den Santa Monica Boulevard und im Westen durch den Freeway 101.